# 林垂宙
林垂宙{（1938年8月8日—），香港理工大学校长高级顾问（于2009年上任），香港科技大学前副校长（研究及發展）（1997至2003年）。

## 生平
1960年林在台湾大学毕业后赴美留学，获得哥伦比亚大学硕士及博士学位。历任杜邦DuPont公司研究员、资深研究员、高级研究员、研究主任等。
1978年在新竹国立清华大学担任工学院院长，1983年担任工业技术研究院工业材料研究所所长。1986年当选中国材料科学学会理事长。此期间内至哈佛大学企管学院研修高级企业管理。1988年出任工业技术研究院常务董事兼院长。
1995年任新加坡國家大學特聘教授。1997年林垂宙出任新成立之香港科技大学副校长，主持大学之研究发展，致力于塑造科学研究环境，培育研究型大学；并积极推广建教合作，导引大学对社会发展的參與。在此期间内，主导香港科大、霍英东基金会与广州市政府的合作，设立南沙资讯科技园，以南沙为基地，率先促进香港与大珠江三角洲科研、教育与经济的合作。曾陆续担任伟清创新公司总裁、南沙资讯科技园公司副董事長及执行长、中华南沙科技企业公司总裁等职。2007年退休后续兼多校教职，2009年起林垂宙担任香港理工大学校长高级顾问，协助厘订科研政策及建教合作。
林垂宙曾出任亚洲太平洋化工学会联盟主席，促進海峡两岸化工专业在亞太區域的合作。亦多次担任Salzburg Global Seminar的创新论坛主席。

## 榮譽
- 中國材料科學學會陸志鴻獎
- 中國化工學會化工獎章
- 美國中國工程師學會傑出成就獎
- 瑞典皇家工程科学院外籍院士
- 太平洋材料科学院院士
- 香港工程科学院院士
- 第三世界科學院技術獎
- 新加坡国家大学、(北京)清华大学、北京理工大学、中国科技大学、上海交通大学、西安交通大学、西南交通大学的(客座、顾问、荣誉)教授等。

## 著作
- 林垂宙." University of California-Berkeley.Regional Oral History Office".2010, 667 pp. （页面存档备份，存于）
- 林垂宙 (2010)."中华崛起未? 全球化时代软实力的竞赛". 香港大學出版社.ISBN 978 988 8028 95 5. （页面存档备份，存于）
- 林垂宙 (2013) "科技创新四重奏: 成功创业故事解密”.商讯文化出版.ISBN 978-986-5812-02-7
- 林垂宙 (2014) "科技创新四重奏: 從實驗室到市場”.上海交通大學出版.ISBN 978-7-313-11385-6

## 外部連結
- Otto C.C.Lin. Salzburg Global Seminar.Innovation in Knowledge-based Economies: Accelerating the Benefits.
- Otto C.C.Lin. Salzburg Global Seminar.From Lab to Market: Accelerating Innovation through University, Business, and Government Partnership. Archive.today的存檔，存档日期2013-10-11

| 前任： 張忠謀 | 工業技術研究院院長 1988年12月—1994年4月 | 繼任： 史欽泰 |